# Novéant-sur-Moselle

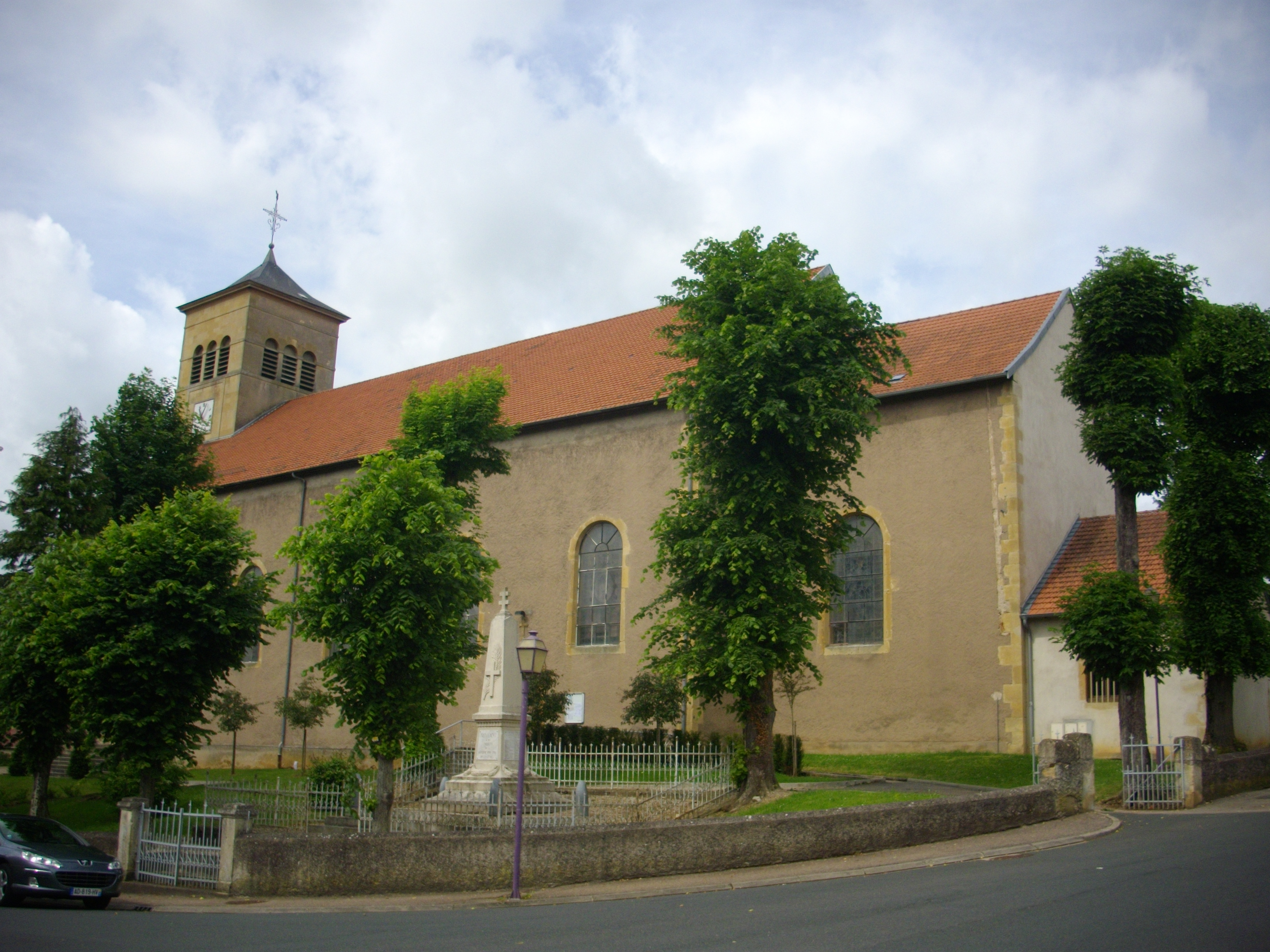
Kirche Saint-Genest

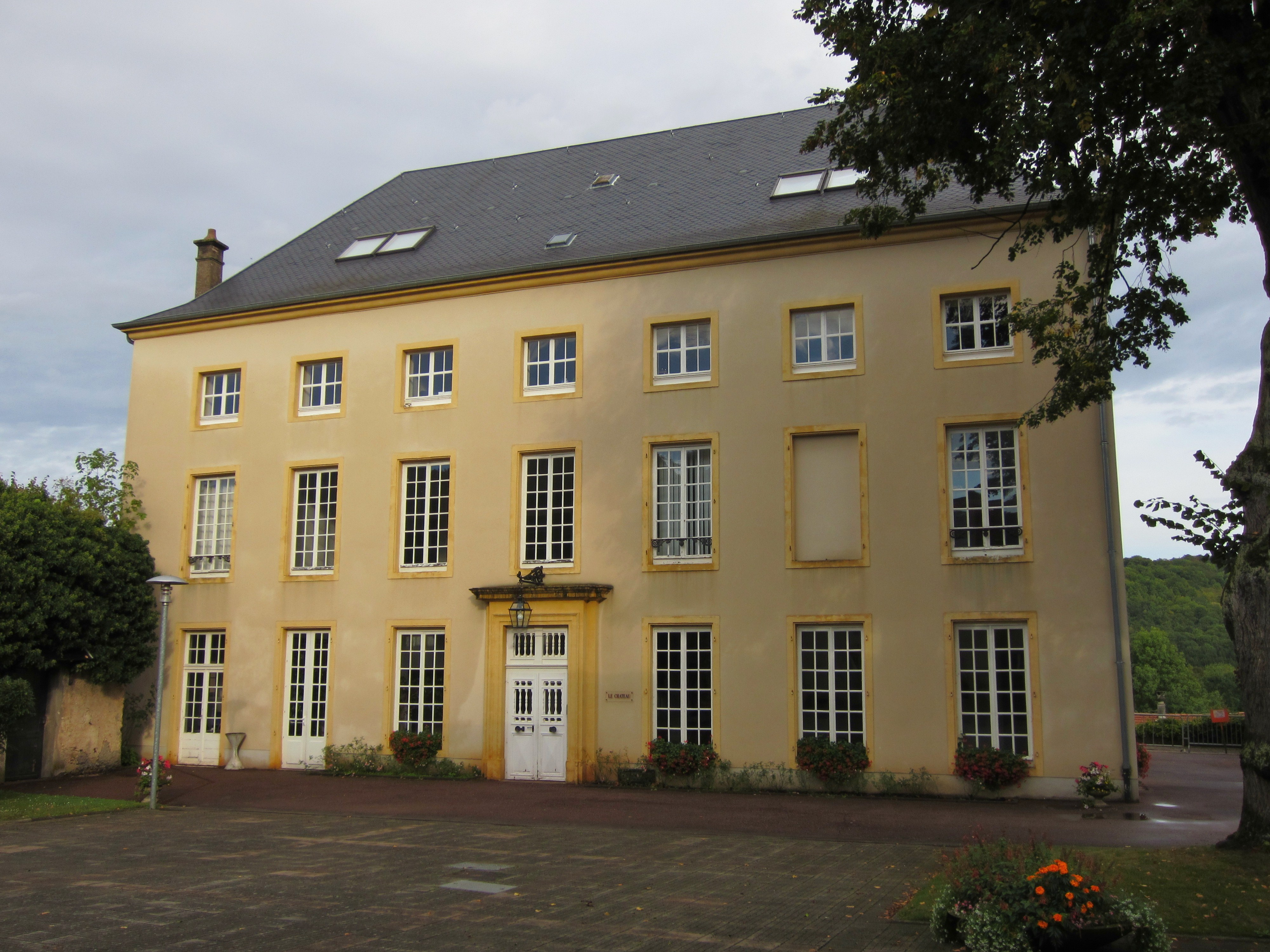
Schloss Novéant

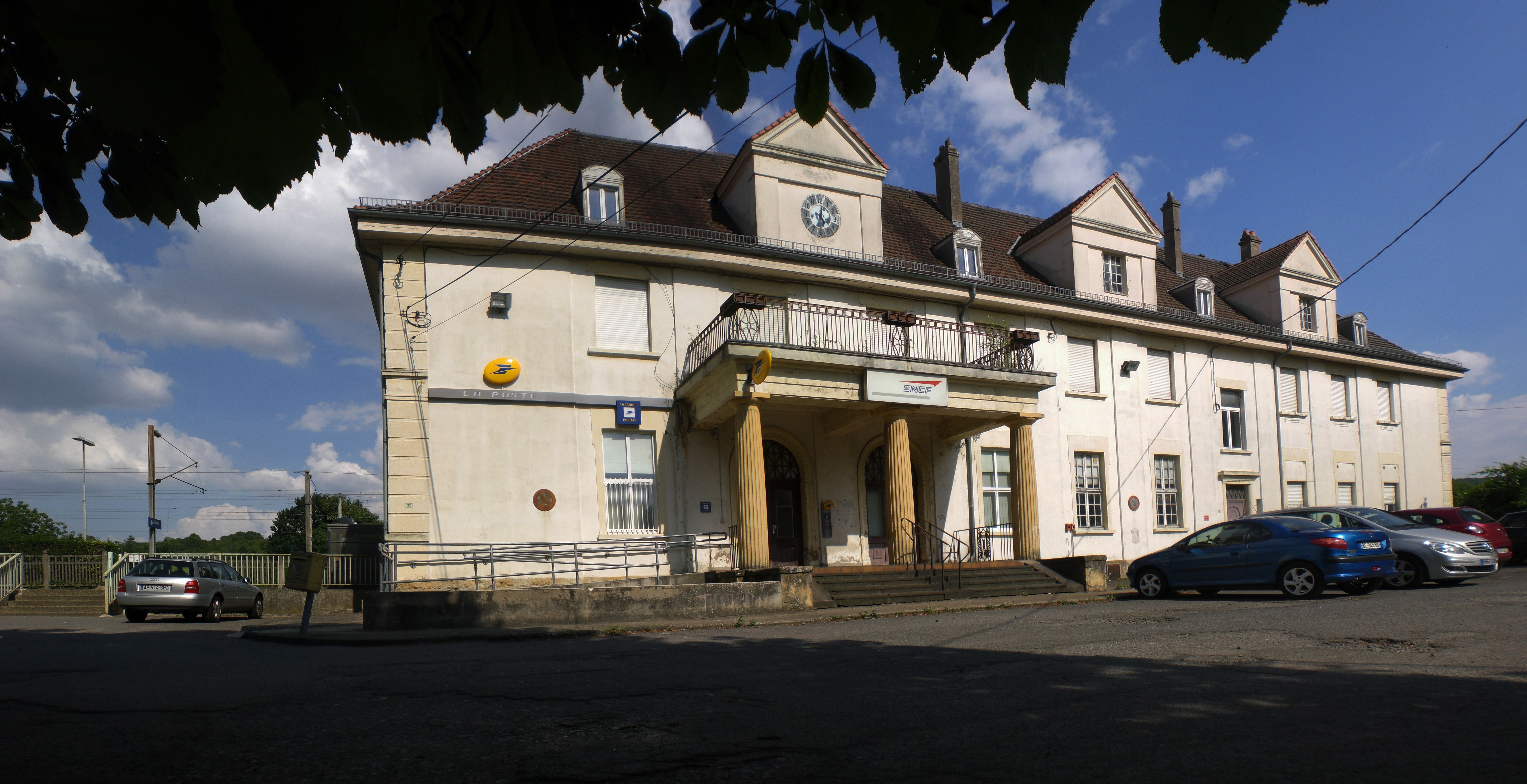
Bahnhof Novéant

Novéant-sur-Moselle ist eine französische Gemeinde mit 1.861 Einwohnern (Stand 1. Januar 2022) im Département Moselle in der Region Grand Est (bis 2015 Lothringen).

## Geographie
Novéant liegt 14 Kilometer südwestlich von Metz am linken Ufer der Mosel, am Ausgang des Gorzer Tals mit dem Flüsschen Gorze, das hier in die Mosel mündet. Der Westen des Gemeindegebietes ist Teil des Regionalen Naturparks Lothringen.

## Geschichte
Ältere Ortsbezeichnungen sind unter anderem Noviandum, Novianum (858), Novianti villa (864), Noviantum (933), Novian (1268) und Nouviant (1288).
Der Name der Gemeinde leitet sich vom lateinischen ad novam viam („an der neuen Straße“) ab.
Novéant gehörte früher zum Hochstift Metz.  Vor 1791 befand sich das Dorf im Besitz des Abtei Gorze, die bereits 858 hier begütert war.
Auf dem Gemeindewappen erinnert der Ritter St. Gorgon an die Abtei Gorze, von der Novéant kirchlich abhängig war; Winkel, Stern und Halbmonde waren die Attribute der Familie Goz, die weltlichen Herren über Novéant. Das silberne  Wellenband symbolisiert die Mosel.
Durch den Frankfurter Frieden vom 10. Mai 1871 kam die Region an das deutsche Reichsland Elsaß-Lothringen, und das Dorf wurde dem Landkreis Metz im Bezirk Lothringen zugeordnet. Auf der Gemarkung des Dorfs, das an das Eisenbahnnetz angeschlossen war, befand sich ein Hüttenwerk einer Aktiengesellschaft, das Roheisen lieferte.
1887 wurde in Novéant Wilhelm Schnäbele verhaftet, was zur Schnäbele-Affäre führte.
Nach dem Ersten Weltkrieg musste die Region aufgrund der Bestimmungen des Versailler Vertrags 1919 an Frankreich abgetreten werden und wurde Teil des Département Moselle.
Im Zweiten Weltkrieg war die Region von der deutschen Wehrmacht besetzt.
1915–1918 trug der Ort den eingedeutschten Namen Neuburg i.Lothr. und der Bahnhof die Bezeichnung Neuburg (Lothr.). 1940–1944 wurde der Name in Neuburg an der Mosel geändert.

### Bevölkerungsentwicklung
| Jahr      | 1962 | 1968 | 1975 | 1982 | 1990 | 1999 | 2007 | 2019 |
| Einwohner | 1416 | 1580 | 1809 | 1752 | 1781 | 1823 | 1958 | 1823 |

## Verkehr
Der Bahnhof Novéant-sur-Moselle ist ein Verzweigungsbahnhof an den Bahnstrecken Lérouville–Metz und Novéant–Frouard. Von 1871 bis 1918 war der Bahnhof der deutsche Grenzbahnhof zu Frankreich. Sein Pendant auf französischer Seite war der Bahnhof Pagny-sur-Moselle. Der Bahnhof wird heute nur noch von den Nahverkehrszügen des TER Grand Est bedient.
Von 1912 bis 1933 verband zudem die Elektrische Bahn Novéant–Gorze die beiden Nachbargemeinden.

## Belege
1. ↑  Franz Xaver Kraus: Kunst und Alterthum in Elsass-Lothringen. Beschreibende Statistik. Band III: Kunst und Althertum in Lothringen, Friedrich Bull, Straßburg 1886, S. 825–826 (books.google.de).
2. 1 2 3  Eugen H. Th. Huhn: Deutsch-Lothringen. Landes-, Volks- und Ortskunde, Stuttgart 1875, S. 285286  (google.books.de).
3. ↑  Wappenbeschreibung auf genealogie-lorraine.fr (französisch)
4. ↑   Eisenbahndirektion Mainz (Hg.): Amtsblatt der Königlich Preußischen und Großherzoglich Hessischen Eisenbahndirektion in Mainz vom 30. Oktober 1915, Nr. 54. Bekanntmachung Nr. 721, S. 350f.
5. ↑  Laurent Baudoin: Les gares d'Alsace-Lorraine. Un heritage de l'annexion Allemande (1871–1918). Editions Pierron, Sarreguemines 1995. Ohne ISBN, S. 40.